# Kavita Ramanan

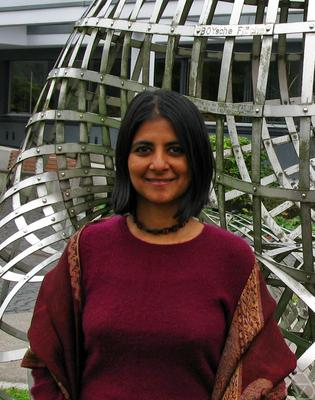
Kavita Ramanan (2010)

Kavita Ramanan ist eine indisch-amerikanische Mathematikerin, die sich mit Wahrscheinlichkeitstheorie befasst. Sie ist Roland George Dwight Richardson University Professor an der Brown University.

## Werdegang
Ramanan wurde in Chennai, Tamil Nadu, Indien geboren. Sie ist Tochter des Mathematikers S. Ramanan.  Ramanan studierte Chemieingenieurwesen an der Indian Institute of Technology in Bombay, wo sie ihr Studium 1992 mit dem Bachelor abschloss. 1996 promovierte sie in angewandter Mathematik an der Brown University bei Paul Dupuis (Construction and Large Deviation Analysis of Constrained Processes, with Applications to Communication Networks). Nach wissenschaftlichem Aufenthalt am Technion ging Ramanan von 1997 bis 2002 an die Bell Labs. 2002 wechselte sie an die Carnegie Mellon University, wo sie bis 2009 blieb. Seit 2010 ist sie Professorin an der Brown University und dort seit 2018 Roland George Dwight Richardson University Professor.

## Forschung
Kavita Ramanan befasst sich insbesondere mit stochastischer Analysis, großen Abweichungen, hochdimensionaler Wahrscheinlichkeitstheorie, Gibbs-Maßen und Phasenübergängen sowie Anwendungen in stochastischen Netzwerken und statistischer Physik.
Kavita Ramanan ist unter anderem Mitherausgeberin der Annals of Probability.

## Auszeichnungen
- Erlang-Preis der Applied Probability Society der INFORMS, 2006
- Fellow des Institute of Mathematical Statistics, 2013
- Fellow der American Mathematical Society, 2018
- Fellow der American Association for the Advancement of Science, (2019)
- Fellow der Society for Industrial and Applied Mathematics (SIAM), (2020)
- Mitglied der American Academy of Arts and Sciences, 2021[3]